# 丹麥王室

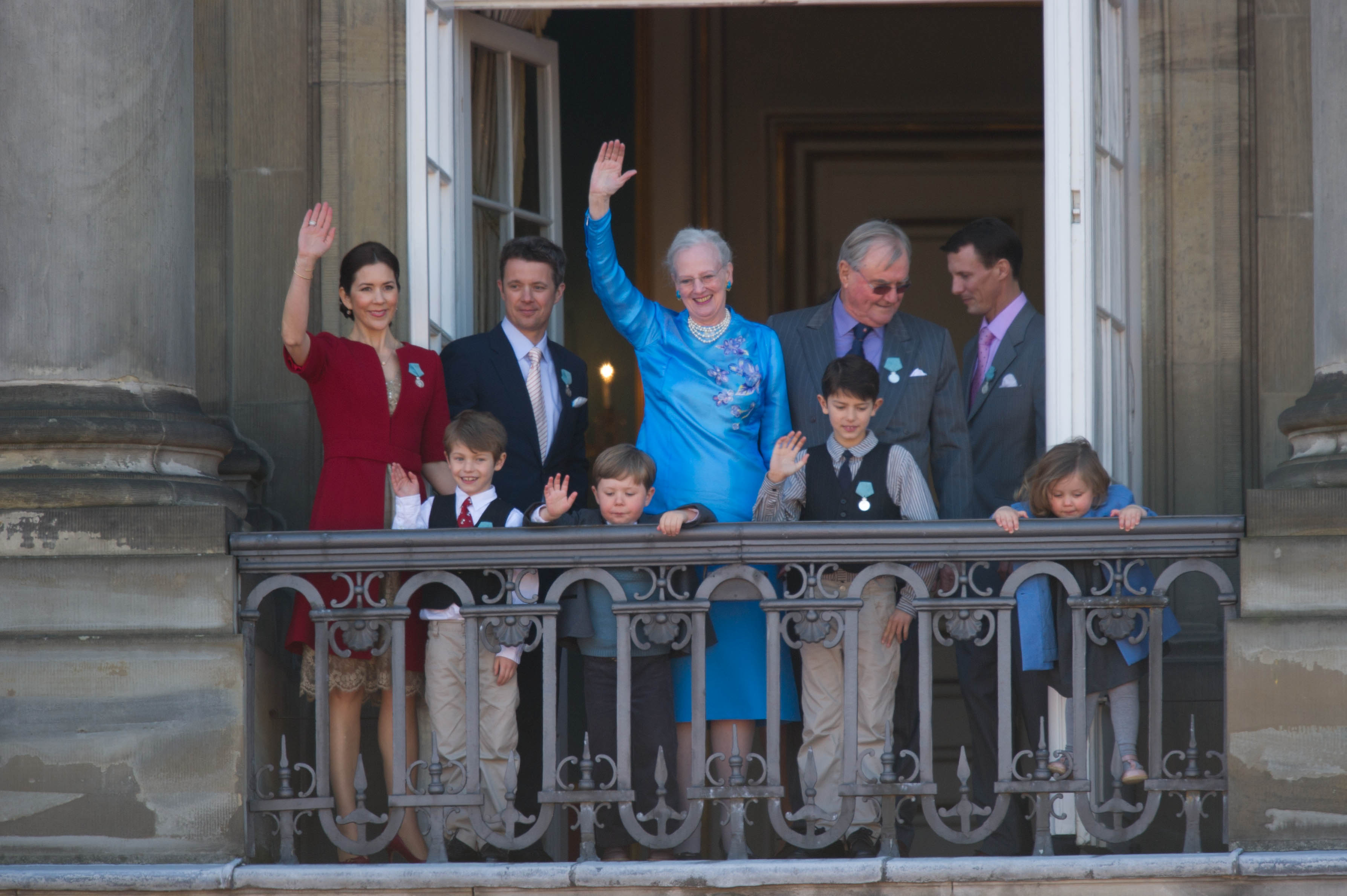
2010年丹麦女王玛格丽特二世70岁寿诞时丹麦王室全家福。照片后排（成年人）从左到右依次是丹麦王储妃玛丽·伊丽莎白、丹麦王储弗雷德里克、丹麦女王玛格丽特二世、丹麦王夫亨里克亲王、约阿基姆王子。照片前排（幼童）从左到右依次是费利克斯王子、克里斯蒂安王子、尼古拉王子、伊莎贝拉公主。

丹麥王國王室（丹麥語：Det danske kongehus）是目前統治丹麥王國的國家元首——丹麥君主及其家庭成員所屬家族。目前丹麥王室仍然屬於格呂克斯堡王朝，隨著1863年國王克裡斯蒂安九世的即位而開創。瑪格麗特二世的男係後裔也屬於蒙佩扎家族的一員。目前君主的子嗣能夠持有丹麥王子或公主（丹麥語：Prinsen eller Prinsessen af Danmark）的頭銜，瑪格麗特二世和亨里克親王的後嗣也持有蒙佩扎伯爵或女伯爵（greven eller komtesse af Monpezat）的頭銜。

## 主要王室成員
以下皆是目前丹麥王室的主要王室成員，皆屬於格呂克斯堡王朝的成員：
- 丹麥女王瑪格麗特二世（國王的母親）
  - 丹麥國王弗雷德裡克十世 和 丹麥的瑪麗王后（國王和他的妻子）
    - 丹麥的克裡斯蒂安王儲（國王的兒子）
    - 丹麥的伊莎貝拉公主（國王的女兒）
    - 丹麥的文森特王子（國王的兒子）
    - 丹麥的約瑟芬公主（國王的女兒）

  - 丹麥的約阿希姆王子 和 丹麥的瑪麗王妃（國王的弟弟和弟媳）
    - 蒙佩扎的尼古拉伯爵（國王的侄子）
    - 蒙佩扎的斐利克斯伯爵（國王的侄子）
    - 蒙佩扎的亨裡克伯爵（國王的侄子）
    - 蒙佩扎的雅典娜女伯爵（國王的姪女）
- 丹麥的本尼迪克特公主（國王的姨母）
- 希臘的安娜-瑪麗王后（國王的姨母）

## 廣義王室成員

### 希臘王室
根據1774年的皇家內閣令，被廢黜的希臘王室的大多數成員都擁有希臘和丹麥王子或公主的頭銜，具有殿下的資格，並且是希臘喬治一世的父係後裔，他，作為丹麥國王克里斯蒂安九世的兒子，在1863年登上希臘王位之前是（並且仍然是）“丹麥王子”。直到1953年，他的王朝男性後裔仍然是丹麥的繼承人。然而，沒有任何丹麥法案取消對這些後裔使用王子頭銜的權利，無論是對於那些出生在1953年之前的人，還是對於那些後來出生的人或後來嫁入希臘王室的人。
- 希臘的安娜-瑪麗王后（國王的姨母）
  - 希臘的帕夫洛斯王儲 和 希臘的瑪麗-珊圖王儲妃（國王的表弟和表弟媳）
    - 希臘和丹麥的瑪麗亞-奧林匹婭公主（國王的姪女）
    - 希臘和丹麥的康斯坦丁-埃裡西奧王子（國王的侄子）
    - 希臘和丹麥的阿希利-安德烈王子（國王的侄子）
    - 希臘和丹麥的奧德修斯-基文王子（國王的侄子）
    - 希臘和丹麥的亞里士多德-史塔弗羅王子（國王的侄子）

  - 希臘和丹麥的亞歷克西婭公主（國王的表妹）
  - 希臘和丹麥的尼古拉斯王子 和 希臘和丹麥的塔蒂安娜王妃（國王的表弟和表弟媳）
  - 希臘和丹麥的狄奧多拉公主（國王的表妹）
  - 希臘和丹麥的菲利波斯王子 和 希臘和丹麥的妮娜王妃（英语：Princess Nina of Greece and Denmark）（國王的表弟和表弟媳）
- 西班牙的索菲亞王后（國王的姑母）
- 希臘和丹麥的伊蓮妮公主（國王的姑母）

目前希臘王室有三位王室成員並沒有丹麥的王室頭銜，也沒有使用 Royal Highness 頭銜的資格。
- 希臘和丹麥的米歇爾王子配偶瑪麗娜（英语：Marina Karella）（國王的叔母）
  - 希臘的亞曆山德拉公主（英语：Princess Alexandra of Greece (born 1968)）（國王的表妹）
  - 希臘的奧爾加公主（英语：Princess Olga of Savoy-Aosta）（國王的表妹）

### 挪威王室
挪威王室是丹麥女王瑪格麗特二世的曾祖父弗雷德裡克八世的合法男性後裔。挪威國王哈康七世在出任挪威國王前為丹麥的卡爾王子，是弗雷德裡克八世的小兒子，他和他的叔叔喬治一世一樣，被邀請統治另一個國家。與希臘分支的後裔一樣，挪威血統的成員不再擁有丹麥王位的繼承權，但與希臘王朝不同的是，他們在1905年登上挪威王位後就不再使用丹麥王室頭銜。儘管如此，作為丹麥王室的直係後裔，挪威王室仍然能夠使用丹麥王子或公主的頭銜。
- 挪威國王哈拉爾五世 和 挪威的宋雅王后（國王的叔父和叔母）
  - 挪威的哈康王儲 和 挪威的梅特-玛丽特王储妃（國王的表弟和表弟媳）
    - 挪威的英格麗德·亞曆山德拉公主（國王的姪女）
    - 挪威的斯維爾·馬格努斯王子（國王的侄子）

  - 挪威的瑪塔·路易絲公主（國王的表妹）
- 挪威的阿斯特麗德公主（國王的姑母）

### 蒙佩扎伯爵和女伯爵
2008年4月30日，丹麥女王授予她的兩個兒子未來的丹麥國王弗雷德裡克十世和約阿希姆王子及其合法的男系後裔世襲頭銜「蒙佩札特伯爵」。該頭銜源自他的父親亨里克親王的法國頭銜 Comte de Laborde de Monpezat。
2022年9月29日，宣布從2023年1月1日起，丹麥女王瑪格麗特二世小兒子約阿希姆王子的4個孩子的“丹麥王子”和“公主”頭銜以及“殿下”稱號將被終止。他們的標題將改為“伯爵或女伯爵閣下”。所有四個孫子都保持王位繼承順序中的位置。
- 蒙佩扎的尼古拉伯爵（國王的侄子）
- 蒙佩扎的斐利克斯伯爵（國王的侄子）
- 蒙佩扎的亨裡克伯爵（國王的侄子）
- 蒙佩扎的雅典娜女伯爵（國王的姪女）

### 羅森堡伯爵和女伯爵
未經丹麥君主同意結婚的丹麥王子及其後代將失去繼承權。然後他們通常被授予世襲頭銜“羅森堡伯爵”。他們有權利獲得「閣下」稱號。目前仍然在世的羅森堡伯爵和女伯爵為：
- 羅森堡的英格爾夫伯爵 和 羅森堡的蘇西伯爵夫人（國王的叔父和叔母）
- 羅森堡的約瑟芬女伯爵（國王的表妹）
- 羅森堡的卡米拉女伯爵（國王的表妹）
- 羅森堡的费奥多拉女伯爵（國王的表妹）
- 羅森堡的烏爾里克伯爵 和 羅森堡的朱迪伯爵夫人（國王的叔父和叔母）
  - 羅森堡的卡塔琳娜女伯爵（國王的表妹）
  - 羅森堡的菲利普伯爵（國王的表弟）
- 羅森堡的夏洛特女伯爵（國王的姑母）

### 薩姆索伯爵和女伯爵
丹尼斯基爾德-薩姆索家族是丹麥及挪威國王克里斯蒂安五世和他的情婦索菲·阿瑪莉·莫絲的後裔，國王將其提升為第一任Lensgrevinde til Samsø（“薩姆索伯爵夫人”）。索菲·阿瑪莉·莫絲的後代路易絲·索菲·丹尼斯基爾德-薩姆索嫁給了什勒斯維希-霍爾斯坦-森訥堡-奧古斯滕堡公爵克里斯蒂安·奧古斯特二世，路易絲是德國末代皇后什勒斯維希-霍爾斯坦的奧古斯塔·維多利亞的祖母。
根據皇家法令規定，丹尼斯基爾德-薩姆索伯爵及其男性後裔等級在丹麥排名第二，僅次於羅森堡伯爵，後者也是丹麥國王的後裔。 在一等貴族中排名第13，他們有權獲得“閣下”（His/Her Excellency）的稱號。

## 特权及其限制
随着1660年丹麦王位继承在法律上由選舉君主制改为世袭君主制（尽管1448年以来丹麦王位继承在事实上已实行長子繼承制），1665年丹麦王位法确立了丹麦国王弗雷德里克三世及其后嗣的统治。1665年丹麦王位法除了第21条和第25条以外，其余条款均因1849年、1853年、1953年、2009年的丹麦宪法修正案而失效。
1665年丹麦王位法第21条规定，定居于丹麦领土且并非通过婚姻加入丹麦王室的丹麦王室成员，未经丹麦君主准许，不得结婚、离开丹麦领土、为外国宗教领袖服务。根据该条规定，经丹麦君主准许永久定居外国且并非通过婚姻加入丹麦王室的丹麦王室成员，其丹麦王室成员身份仍予保留，其结婚和跨国出行无须经丹麦君主准许，尽管1950年以来并非丹麦国王克里斯蒂安九世男系后嗣的丹麦王室成员已丧失丹麦王位继承资格。
1665年丹麦王位法第25条规定，并非通过婚姻加入丹麦王室的丹麦王室成员不受丹麦地方法院管辖，他们的初审和终审法官是丹麦君主本人或由丹麦君主指定。